# Pleuronichthys japonicus
Pleuronichthys japonicus är en fiskart som beskrevs av Suzuki, Kawashima och Tetsuji Nakabo 2009. Pleuronichthys japonicus ingår i släktet Pleuronichthys och familjen flundrefiskar. Inga underarter finns listade i Catalogue of Life.